# Pandora (Band)
Pandora ist eine mexikanische Popgruppe, bestehend aus den beiden Schwestern Isabel Lascurain und Mayte Lascurain sowie ursprünglich Fernanda Meade, die von 1989 bis 1996 durch Liliana Abaroa ersetzt wurde.
Ihr bislang größter Hit war 1987 das Lied ¿Cómo te va mi amor?, das für einen Grammy der Kategorie Latino-Pop nominiert war. Sie haben bis jetzt acht Millionen Tonträger verkauft.

## Diskografie

### Alben
| Jahr | Titel                             | Höchstplatzierung, Gesamtwochen, AuszeichnungChartsChartplatzierungen (Jahr, Titel, Platzierungen, Wochen, Auszeichnungen, Anmerkungen) | Anmerkungen |
| Jahr | Titel                             | Latin | Anmerkungen |
| ---- | --------------------------------- | --- | ----------- |
| 1993 | Nuestras Mejores Canciones Vol. 1 | Latin48 (3 Wo.)Latin |             |

Weitere Alben
- 1985: Pandora
- 1986: Otra Vez
- 1987: Huellas
- 1988: Buenaventura
- 1989: 999 Razones
- 1991: ...Con Amor Eterno
- 1992: Ilegal
- 1993: ... Con Amor Eterno Vol. II
- 1995: Confesiones
- 1997: Hace Tres Noches Apenas
- 1998: 1985 / 1998
- 1999: Vuelve A Estar Conmigo
- 2002: En Carne Viva
- 2004: Por Eso... Gracias
- 2006: En Acústico
- 2010: De Plata
- 2011: XXV Años En Vivo
- 2014: En El Camino
- 2015: 30
- 2016: Navidad Con Pandora
- 2019: Más Pandora Que Nunca

### Singles
| Jahr | Titel Album                                       | Höchstplatzierung, Gesamtwochen, AuszeichnungChartsChartplatzierungen (Jahr, Titel, Album, Platzierungen, Wochen, Auszeichnungen, Anmerkungen) | Anmerkungen        |
| Jahr | Titel Album                                       | Latin | Anmerkungen        |
| ---- | ------------------------------------------------- | --- | ------------------ |
| 1986 | Solo el y yo Otra Vez                             | Latin3 (23 Wo.)Latin |                    |
| 1987 | Alguien llena mi lugar Otra Vez                   | Latin25 (9 Wo.)Latin |                    |
| 1987 | Como una mariposa Otra Vez                        | Latin41 (2 Wo.)Latin |                    |
| 1987 | Mi Hombre Huellas                                 | Latin8 (21 Wo.)Latin |                    |
| 1988 | No Hay Mal Que Por Bien No Venga –                | Latin3 (14 Wo.)Latin | mit José Feliciano |
| 1988 | Atrapada Buenaventura                             | Latin37 (3 Wo.)Latin |                    |
| 1989 | No Puedo Dejar De Pensar En Ti Buenaventura       | Latin19 (17 Wo.)Latin |                    |
| 1990 | Todavia 999 Razones                               | Latin9 (16 Wo.)Latin |                    |
| 1990 | Dos Solitarios 999 Razones                        | Latin36 (2 Wo.)Latin |                    |
| 1991 | Con Tu Amor 999 Razones                           | Latin7 (20 Wo.)Latin |                    |
| 1991 | Popurri ...Con Amor Eterno                        | Latin3 (19 Wo.)Latin |                    |
| 1992 | No Lastimes Mas ...Con Amor Eterno                | Latin3 (19 Wo.)Latin |                    |
| 1992 | Desde El Dia Que Te Fuiste Ilegal                 | Latin1 (18 Wo.)Latin |                    |
| 1992 | Rezo Una Oracion Por Ti Ilegal                    | Latin5 (9 Wo.)Latin |                    |
| 1992 | Matandome Suavemente Ilegal                       | Latin3 (16 Wo.)Latin |                    |
| 1993 | Pierdo El Control Ilegal                          | Latin13 (10 Wo.)Latin |                    |
| 1993 | Puede Ser Genial Ilegal                           | Latin28 (9 Wo.)Latin |                    |
| 1993 | Cuando Quieras Dejame ... Con Amor Eterno Vol. II | Latin13 (9 Wo.)Latin |                    |
| 1994 | Mi Fracaso ... Con Amor Eterno Vol. II            | Latin6 (11 Wo.)Latin |                    |
| 1994 | El Canalla ... Con Amor Eterno Vol. II            | Latin14 (10 Wo.)Latin |                    |
| 1994 | Manana Te Acordaras ... Con Amor Eterno Vol. II   | Latin32 (4 Wo.)Latin |                    |
| 1995 | Que Sabes De Amor Confesiones                     | Latin25 (4 Wo.)Latin |                    |
| 1997 | Despues De Ti Que? Hace Tres Noches Apenas        | Latin30 (3 Wo.)Latin |                    |

### Auszeichnungen für Musikverkäufe
| Goldene Schallplatte - Mexiko - 2006: für das Album En Acústico - 2016: für das Album Navidad Con Pandora - 2022: für das Album Más Pandora Que Nunca Platin-Schallplatte - Mexiko - 2002: für das Album En Carne Viva - 2005: für das Album Por Eso... Gracias - 2012: für das Album XXV Años En Vivo - 2014: für das Album En El Camino | 2× Platin-Schallplatte - Mexiko - 2011: für das Album De Plata |

| Land/RegionAuszeichnungen für Musikverkäufe (Land/Region, Auszeichnungen, Verkäufe, Quellen) | Gold     | Platin     | Verkäufe | Quellen         |
| -------------------------------------------------------------------------------------------- | -------- | ---------- | -------- | --------------- |
| Mexiko (AMPROFON)                                                                            | 3× Gold3 | 6× Platin6 | 600.000  | amprofon.com.mx |
| Insgesamt                                                                                    | 3× Gold3 | 6× Platin6 |          |                 |